# Паллантиды
Паллантиды (др.-греч. Παλλαντίδαι) — персонажи древнегреческой мифологии. 50 сыновей Палланта, двоюродные братья Тесея. Перечня имен в источниках нет. Оспаривали власть Эгея, считая его приемным сыном Пандиона. Презирали Эгея за бездетность. Андрогей, находясь в Аттике, подружился с сыновьями Палланта, и Эгей приказал убить его.
В борьбе с Тесеем были побеждены и перебиты. После убийства Паллантидов Тесей и Федра получили очищение в Трезене.